# 松坂良光
松坂 良光（まつざか よしみつ、1935年 秋- 1962年初冬）は、日本人男性。巨人症患者であり、その身長は最高で238cmに達し、「はっきりした証拠のある中で史上最も背の高い日本人」と言われている。

## 生い立ち
長野県に生まれる。小学4年生までは平均的な体格だったが、風邪をひいてから急速に成長するようになり、13歳で190cm、18歳で217cm、21歳4月の時信州大学助教授の香原志勢が計測した際、身長2186mm、座高1132mm、指極2219mm（ただし計測誤差が起きやすく、身長の場合猫背気味もあったので香原によると「身長は220cm弱」という表現が適切だったという）あったが、体重は94.0kgで著しく痩身であった
巨体のため中学1年頃から倦怠感が出始め、その後急に立ち上がると脳貧血を起こすような症状も出ており、筋肉労働的なことはできず家にいたという。その後も身長は伸び続け1年半後には231cmに達したが、東京大学で手術を受けてからは伸びが止まった。1962年初冬に横浜市立大学附属病院にて死亡。